# Lipence
Lipence (deutsch Lipenetz) ist ein Stadtteil und eine Katastralgemeinde am südwestlichen Rand der tschechischen Hauptstadt Prag.

## Lage
Lipence liegt am rechten Ufer der Berounka, die hier das Prager Stadtgebiet von der am linken Ufer liegenden Vorstadt Černošice abgrenzt. Im Süden grenzt Lipence an die Gemeinde Jíloviště. Nachbarstadtteile sind Zbraslav im Osten und Radotín im Norden.

## Geschichte
Lipence war ursprünglich ein Besitz des Klosters Ostrov. Die erste schriftliche Erwähnung stammt aus dem Jahr 1268, als der Ort bereits in den Besitz des Prager Bischofs übergegangen war. 1292 schenkte König Wenzel II. das Land dem neu gegründeten Kloster Zbraslav. 1974 wurde Lipence nach Prag eingemeindet.

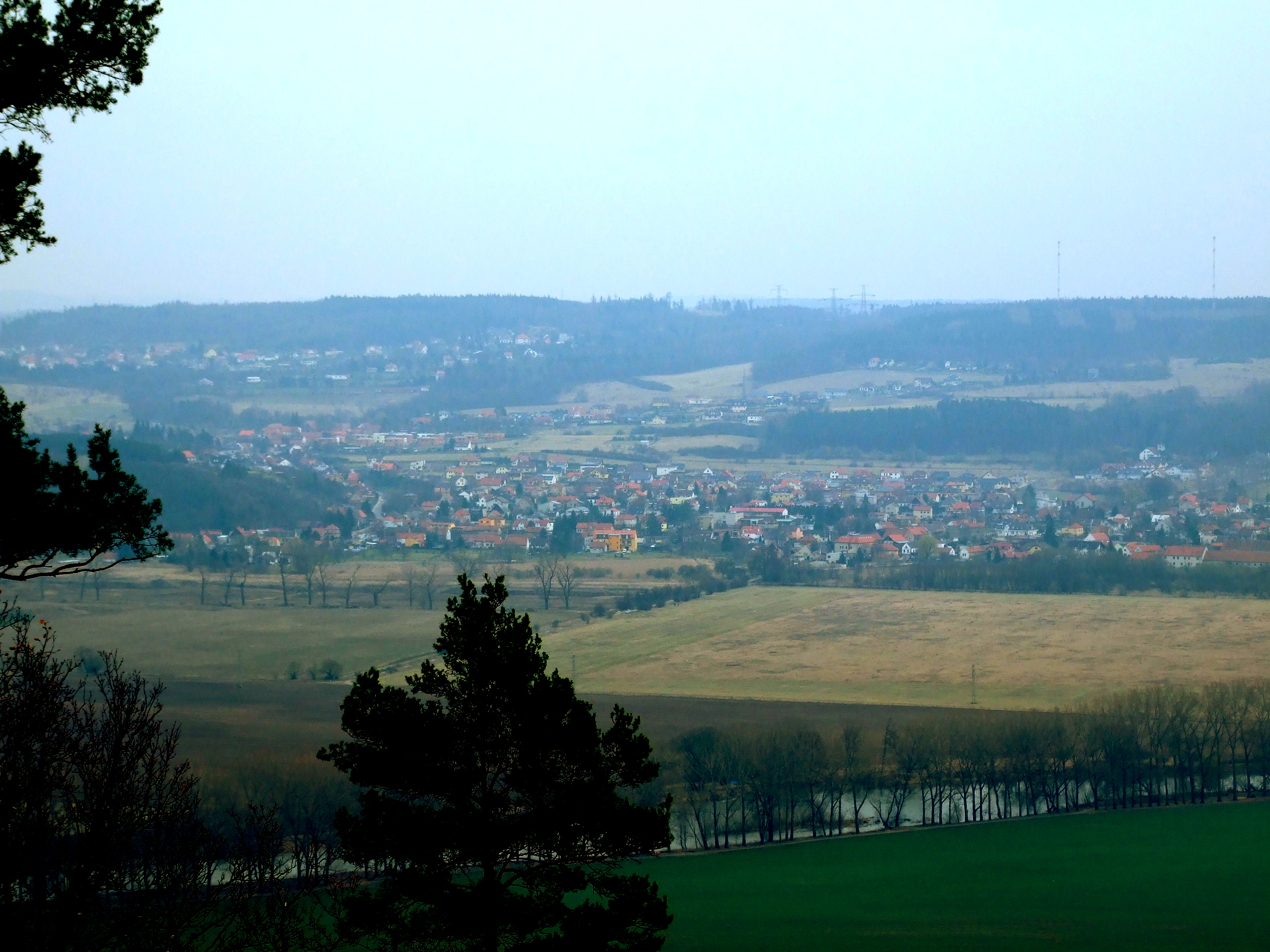
Blick auf Lipence
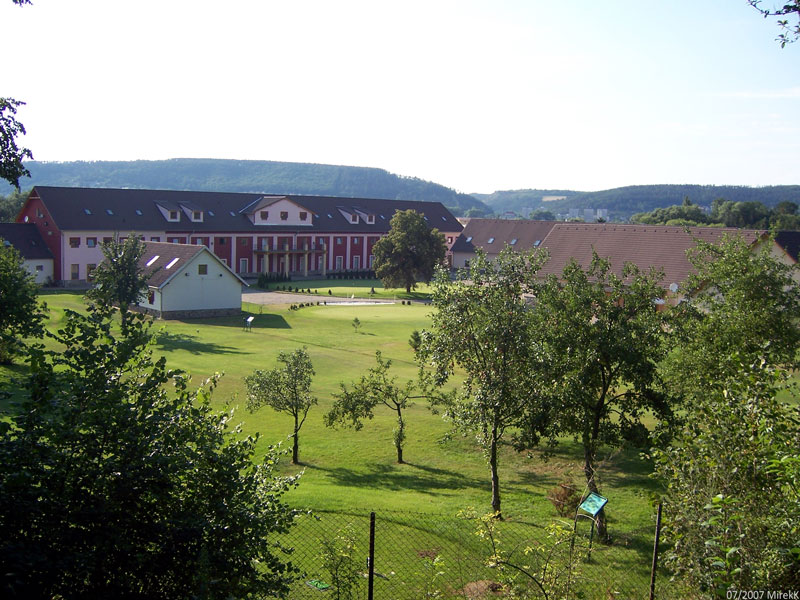
Golfplatz
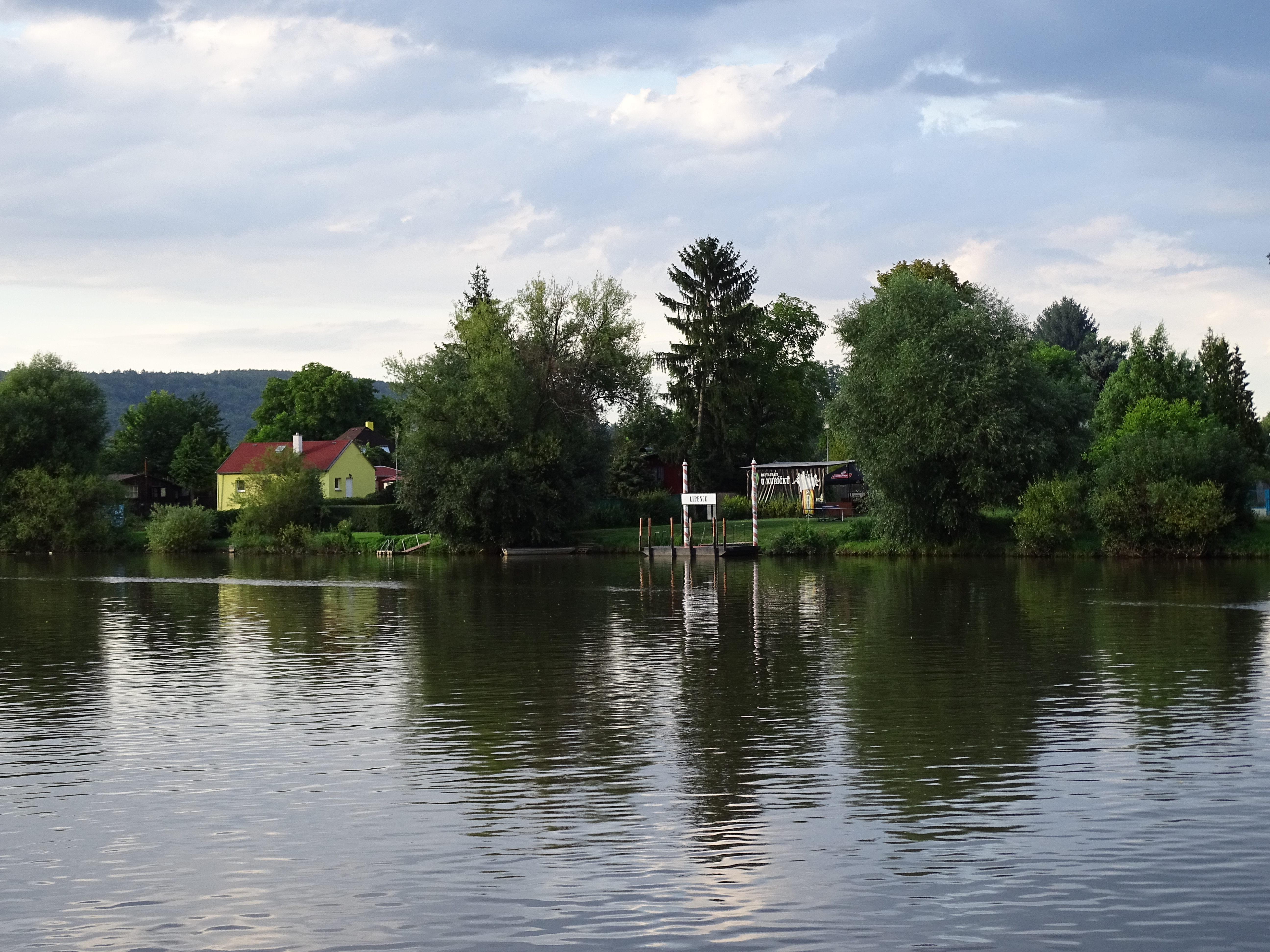
Anlegestelle Lipence